# Kanton Saint-Amand-Longpré
Der Kanton Saint-Amand-Longpré war bis 2015 ein französischer Wahlkreis im Arrondissement Vendôme, im Département Loir-et-Cher und in der Region Centre-Val de Loire; sein Hauptort war Saint-Amand-Longpré, Vertreter im Generalrat des Départements war zuletzt von 2001 bis 2015, wiedergewählt 2008, Serge Lepage.
Der Kanton war 217,51 km² groß und hatte (1999) 4968 Einwohner (Stand:2012). 

## Gemeinden
| Gemeinde            | Einwohner Jahr | Fläche km² | Bevölkerungsdichte | Postleitzahl | Code INSEE |
| ------------------- | -------------- | ---------- | ------------------ | ------------ | ---------- |
| Ambloy              | 188 (2013)     | –          | – Einw./km²        | 41310        | 41001      |
| Authon              | 692 (2013)     | –          | – Einw./km²        | 41310        | 41007      |
| Crucheray           | 400 (2013)     | –          | – Einw./km²        | 41100        | 41072      |
| Gombergean          | 194 (2013)     | –          | – Einw./km²        | 41310        | 41098      |
| Huisseau-en-Beauce  | 407 (2013)     | –          | – Einw./km²        | 41310        | 41103      |
| Lancé               | 449 (2013)     | –          | – Einw./km²        | 41310        | 41107      |
| Nourray             | 117 (2013)     | –          | – Einw./km²        | 41310        | 41163      |
| Prunay-Cassereau    | 627 (2013)     | –          | – Einw./km²        | 41310        | 41184      |
| Saint-Amand-Longpré | 1234 (2013)    | –          | – Einw./km²        | 41310        | 41199      |
| Saint-Gourgon       | 120 (2013)     | –          | – Einw./km²        | 41310        | 41213      |
| Sasnières           | 106 (2013)     | –          | – Einw./km²        | 41310        | 41236      |
| Villechauve         | 291 (2013)     | –          | – Einw./km²        | 41310        | 41278      |
| Villeporcher        | 150 (2013)     | –          | – Einw./km²        | 41310        | 41286      |